# 미시마촌 (이바라키현)
미시마촌(三島村)은 이바라키현 쓰쿠바군에 설치되었던 촌이다. 현재의 쓰쿠바미라이시 남부에 해당한다.